# Sainte-Marie-du-Mont (Isère)
Sainte-Marie-du-Mont település Franciaországban, Isère megyében. Lakosainak száma 233 fő (2022. január 1.). Sainte-Marie-du-Mont Chapareillan, Barraux, La Flachère, Saint-Pierre-d’Entremont, Saint-Vincent-de-Mercuze, Le Touvet, Entremont-le-Vieux, Saint-Pierre-d’Entremont és Plateau-des-Petites-Roches községekkel határos.

## Népesség
A település népessége az elmúlt években az alábbi módon változott:
| Lakosok száma | 42   | 116  | 212  | 241  | 237  | 241  | 236  | 235  | 235  | 233  |
|               | 1968 | 1990 | 2006 | 2011 | 2015 | 2016 | 2018 | 2019 | 2021 | 2022 |